# Farol da Pedra do Sal
O Farol da Pedra do Sal é um farol localizado em Parnaíba, cerca de 10 km a sudeste da foz principal do Rio Parnaíba, localizado no estado do Piauí, no Brasil.
Este farol é de propriedade da Marinha do Brasil e é administrado pelo Centro de Sinalização Náutica e Reparos Almirante Moraes Rego (CAMR) dentro da Diretoria de Hidrografia e Navegação (DHN).

## História
O primeiro farol entrou em funcionamento em 4 de março de 1873 na praia da Pedra do Sal, na Ilha Grande de Santa Isabel no Delta do Rio Parnaíba . Era uma torre de metal octogonal branco metro  de altura, equipada com um dispositivo dióptrico de 4ª ordem, que emitia uma luz fixa com alcance máximo de 18 quilômetros. Foi o primeiro farol do pequeno litoral do estado do Piauí (66 km) a melhorar a navegação costeira. Foi desativado em 1919 quando foi construído um farol automático na Ponta das Canárias, a quase dez quilômetros de distância.
Em 1923, a pedido dos pescadores locais, uma nova lâmpada movida a acetileno foi reinstalada no topo da antiga torre. Cinco anos depois, a torre metálica foi cercada por um revestimento de alvenaria. O farol da Ponta das Canárias, por sua vez, foi desativado.
Em 21 de junho de 1973, foi inaugurado o novo farol da Ponta das Canárias, e o alcance da Pedra do Sal foi temporariamente reduzido para 9 km. Pouco antes de sua eletrificação, em 1987, retomou seu alcance original de 18 km. A 15 metros acima do nível do mar, ele emite um flash branco a cada 6 segundos.

## Luz característica
- Frequência acima de 6 segundos:
  - Luz : 0,5 segundos
  - Escuridão : 5,5 segundos

- Farol visto de baixo.